# نظام‌محله
نظام محله، روستایی است از توابع بخش مرکزی شهرستان گلوگاه در استان مازندران ایران.
از جمله خدمات مهم این روستا میتوان به جایگاه گاز مایع که به مدیریت آقای فضلی در انتهای محله قرار دارد اشاره کرد.
فروشگاه بزرگ ولیعصر نیز یک ارزانکده واقعی است که با کمترین قیمت و حفظ کیفیت محصولات توانسته اغلب اهالی شهرستان گلوگاه و روستا های اطراف را جذب خود کند.

## جمعیت
این روستا در دهستان آزادگان قرار دارد و براساس سرشماری مرکز آمار ایران در سال ۱۳۸۵، جمعیت آن ۸۹۵ نفر (۲۳۷خانوار) بوده‌است. مردم نظام محله از قومیت طبری هستند که ریشه آن به قوم آمارد و قوم تپوری می‌رسد. مردم نظام محله به زبان طبری (مازندرانی)  سخن میگویند. سکنه بومی گلوگاه خود را تات می‌نامند و زبان خود را زبان تاتی می‌نامند. به گفته محققین تات در زبان اهالی مازندران به معنی بومی، روستایی و یکجانشین می‌باشد و منظور از تات همان قوم طبری است و منظور از زبان تاتی همان زبان طبری می‌باشد.